# Клуб 27
Клуб 27 — збірне поняття про музикантів, що зробили великий внесок у розвиток світової рок- і блюз-музики та померли у 27 років.
Спочатку до цього клубу відносили Браяна Джонса, Джимі Гендрікса, Дженіс Джоплін та Джима Моррісона, які померли протягом двох років з 1969 по 1971. Після загибелі Курта Кобейна у 1994 році його теж стали зараховувати до цього клубу.

## Список членів «Клубу 27»
| Фото | Ім'я           | Дата смерті     | причина смерті                                                     | Внесок                                                                   | вік                  |
| ---- | -------------- | --------------- | ------------------------------------------------------------------ | ------------------------------------------------------------------------ | -------------------- |
|      | Роберт Джонсон | 16 серпня 1938  | Причина невідома, імовірно отруєний                                | Блюзовий гітарист, внесений до зали слави блюзу та зали слави рок-н-ролу | 27 роки та 100 днів  |
|      | Браян Джонс    | 3 липня 1969    | Потонув у басейні                                                  | Засновник «The Rolling Stones», мультиінструменталіст.                   | 27 роки та 125 днів  |
|      | Джимі Гендрікс | 18 вересня 1970 | Захлинувся блювотою після передозування снодійного                 | Один із найкращих гітаристів ХХ сторіччя                                 | 27 років та 295 днів |
|      | Дженіс Джоплін | 4 жовтня 1970   | Передозування наркотиків.                                          | Одна з найкращих вокалісток у напрямку блюз                              | 27 років та 258 днів |
|      | Джим Моррісон  | 3 липня 1971    | Офіційна версія — серцевий напад                                   | Лідер групи The Doors, шоумен                                            | 27 років та 207 днів |
|      | Курт Кобейн    | 5 квітня 1994   | Офіційна версія — застрелився з гвинтівки. Інша версія — вбивство. | Лідер гурту Nirvana, найвідоміший виконавець музики у стилі ґранж        | 27 років та 44 дні   |
|      | Емі Вайнгауз   | 23 липня 2011   | Алкогольна інтоксикація                                            | Британська співачка в жанрах соул-поп з джазовими мотивами.              | 27 років та 312 днів |